# Almere Parkwijk
Almere Parkwijk - stacja kolejowa w Almere, w prowincji Flevoland, w Holandii. Znajdują się tu dwa perony.